# Nonnenkirchle

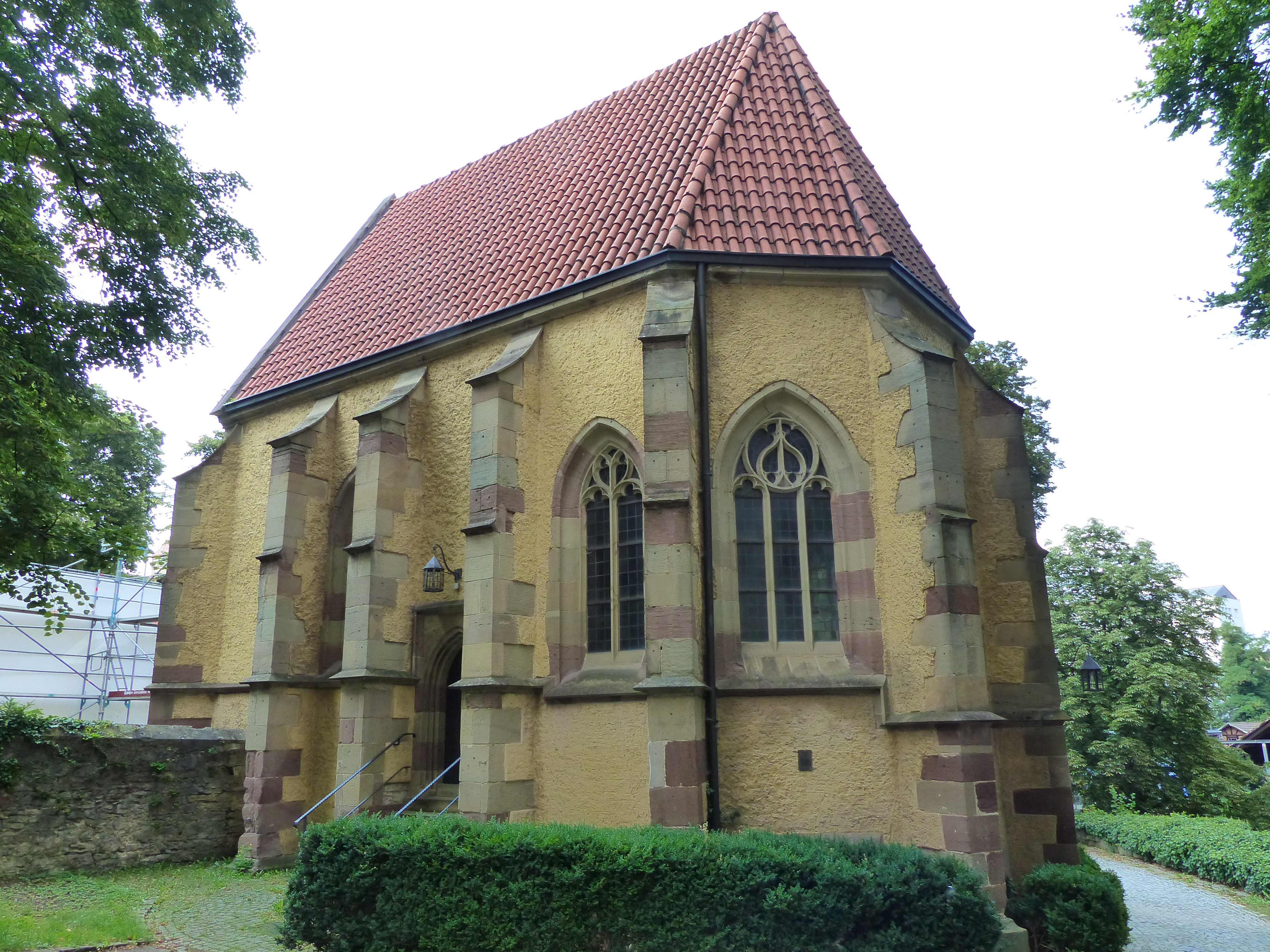
Das Nonnenkirchle in Waiblingen

Das Nonnenkirchle (schwäbisch im Sinne von kleine Nonnenkirche) beziehungsweise Nonnenkirchlein ist ein spätgotisches Kirchengebäude in Waiblingen im Rems-Murr-Kreis in Baden-Württemberg. Es befindet sich in unmittelbarer Nähe der Michaelskirche und wird von der dortigen Kirchengemeinde für kleinere Gottesdienste sowie Kindergottesdienste genutzt.

## Geschichte
Das Nonnenkirchle wurde ab 1496 durch Hans von Ulm errichtet, der unter Anleitung seines Vaters bereits an der Michaelskirche mitgebaut hatte und bei mindestens drei weiteren Kirchenbaustellen im mittleren Neckarraum als Baumeister in Erscheinung trat. Sein Meisterzeichen im Nonnenkirchle datiert auf das Jahr 1510.
Der ursprüngliche Zweck des Bauwerks ist nicht vollständig geklärt. Es besitzt die Form eines Beinhauses mit Unter- und Oberkirche. Im Untergeschoss befindet sich die 1988 entdeckte Grablege eines Mannes der zwischen 1450 und 1490 bestattet wurde. Aufgrund der Umstände der Beisetzung geht man davon aus, dass es sich bei dem mindestens 40 Jahre alten Mann um eine bedeutende Persönlichkeit handelte. Zusammen mit dem exponierten Standort des Grabes genau auf der Mittelachse des Gebäudes mit Blickrichtung nach Osten, deutet dies darauf hin, dass es sich bei ihm um den Stifter des Kirchenbaus gehandelt hat. Die Identität dieses möglichen Stifters konnte aber nicht festgestellt werden.
Aufgrund einer mittlerweile versiegten Quellfassung besteht auch die Vermutung, dass das Nonnenkirchle zur Wallfahrt diente. Umstritten ist die Frage, ob die Quelle auf ein altes germanisches Heiligtum hindeutet, das christlich umgedeutet wurde. In jedem Fall wurde das Nonnenkirchle zeitweise als Kapelle eines nahegelegenen Beginenhauses genutzt, worauf auch der heutige Name Bezug nimmt. Das Wohnhaus der Beginen wurde allerdings im Dreißigjährigen Krieg zerstört und ist nicht mehr erhalten.
Ab dem 19. Jahrhundert war das Nonnenkirchle dem Verfall ausgesetzt. Während des Dritten Reichs bestand der Plan, es in eine Heldengedenkstätte umzubauen. Infolgedessen befindet sich heute ein Pferdekopf am Türschloss. Im späten 20. Jahrhundert begann schließlich die Nutzung durch die Gemeinde der Michaelskirche. 1991 wurde das Gebäude umfassend saniert.